# Atomism

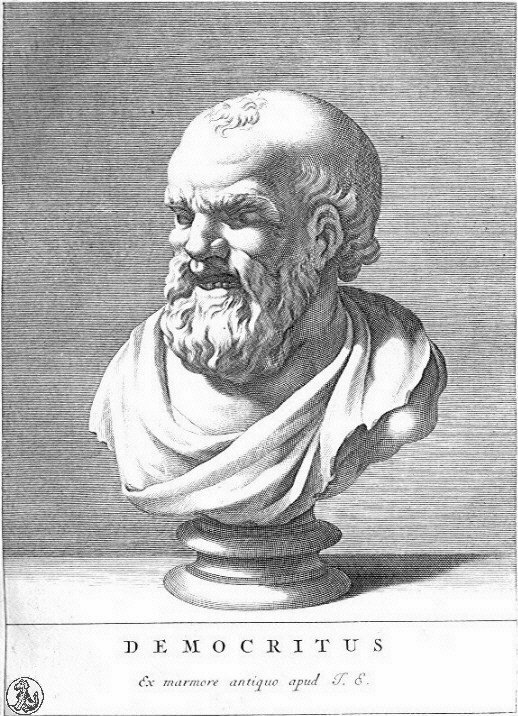
Atomisten Demokritos.

Atomism är en filosofisk tendens eller inriktning, som vill lösa alla problem genom att bryta ned dem i någon form av minsta beståndsdelar och utifrån dessa minsta beståndsdelar förklara och lösa problemen. I västerländsk filosofi avser man med atomism de idéer som företräddes av de under antiken grekiska atomisterna, se atomteori.
Motsatsen är holism.